# Liste der Bodendenkmäler in Sigmarszell
Auf dieser Seite sind die Bodendenkmäler in der schwäbischen Gemeinde Sigmarszell zusammengestellt. Diese Tabelle ist eine Teilliste der Liste der Bodendenkmäler in Bayern. Grundlage ist die Bayerische Denkmalliste, die auf Basis des Bayerischen Denkmalschutzgesetzes vom 1. Oktober 1973 erstmals erstellt wurde und seither durch das Bayerische Landesamt für Denkmalpflege geführt wird. Die folgenden Angaben ersetzen nicht die rechtsverbindliche Auskunft der Denkmalschutzbehörde.

## Bodendenkmäler in Sigmarszell
| Lage | Objekt | Akten-Nr.     | Bild                                                              |
| --- | --- | ------------- | ----------------------------------------------------------------- |
| Immen „Auf der Breite“ (Standort)                                                                                  | Turmhügel Immen→Mittelalterlicher Turmhügel.                                                              | D-7-8324-0002 |                                                                   |
| Niederstaufen „Waldberg“ (Standort)                                                                                | Burgstall Kreuzberg→Mittelalterlicher Burgstall.                                                          | D-7-8324-0003 | weitere Bilder                                                    |
| Gemarkung Niederstaufen; von Gemeindegrenze an der Ruhlandsmühle bis westliches Ortsende Niederstaufens (Standort) | Römerstraße Kempten–Bregenz→Straße der römischen Kaiserzeit.                                              | D-7-8324-0004 | Ortsdurchfahrt Niederstaufen = historische Trasse der Römerstraße |
| Umgangs (Standort)                                                                                                 | Römersiedlung Umgangs→Siedlung der römischen Kaiserzeit.                                                  | D-7-8324-0005 |                                                                   |
| Widdum (Standort)                                                                                                  | Burgstall Widdum→Burgstall des Mittelalters.                                                              | D-7-8324-0008 |                                                                   |
| Niederstaufen (Standort)                                                                                           | Mittelalterliche und frühneuzeitliche Befunde im Bereich der katholischen Pfarrkirche St. Peter und Paul. | D-7-8324-0014 | weitere Bilder                                                    |
| Burgstall (Standort)                                                                                               | Burgus Burgstall→Burgus der römischen Kaiserzeit.                                                         | D-7-8424-0003 |                                                                   |
| Adelberg Waldflur „Burgstallholz“ (Standort)                                                                       | Burgstall Adelberg→Mittelalterlicher Burgstall.                                                           | D-7-8424-0004 |                                                                   |
| Schlachters „Burgknobel“ (Standort)                                                                                | Burgstall Schlachters→Mittelalterlicher Burgstall.                                                        | D-7-8424-0007 |                                                                   |
| Laiblachsberg „Unterholz“ (Standort)                                                                               | Burgstall Laiblachsberg→Mittelalterlicher Burgstall.                                                      | D-7-8424-0008 |                                                                   |
| Sigmarszell (Standort)                                                                                             | Mittelalterliche und frühneuzeitliche Befunde im Bereich der katholischen Pfarrkirche St. Gallus.         | D-7-8424-0064 | Pfarrkirche St. Gallus in Sigmarszell                             |